# Хакубански даждевњак
Хакубански даждевњак (лат. Hynobius hidamontanus, енгл. Hakuba salamander) је водоземац из реда репатих водоземаца (Caudata) и породице  Hynobiidae.

## Распрострањење
Ареал врсте је ограничен на једну државу. Јапанске префектуре Гифу, Тојама и Нагано (село Хакуба) су једина позната природна станишта врсте.

## Станиште
Станишта врсте су шуме, мочварна и плавна подручја и слатководна подручја.

## Угроженост
Ова врста се сматра угроженом.